# 偏城県
偏城県（へんじょう-けん）は中華人民共和国河北省にかつて存在した県。現在の邯鄲市渉県北偏城に相当する。
1939年（民国28年）、中華民国政府は河南省渉県北偏城に偏城県を設置した。1949年に廃止となり管轄区域は渉県に編入された。